# Earl of St. Vincent

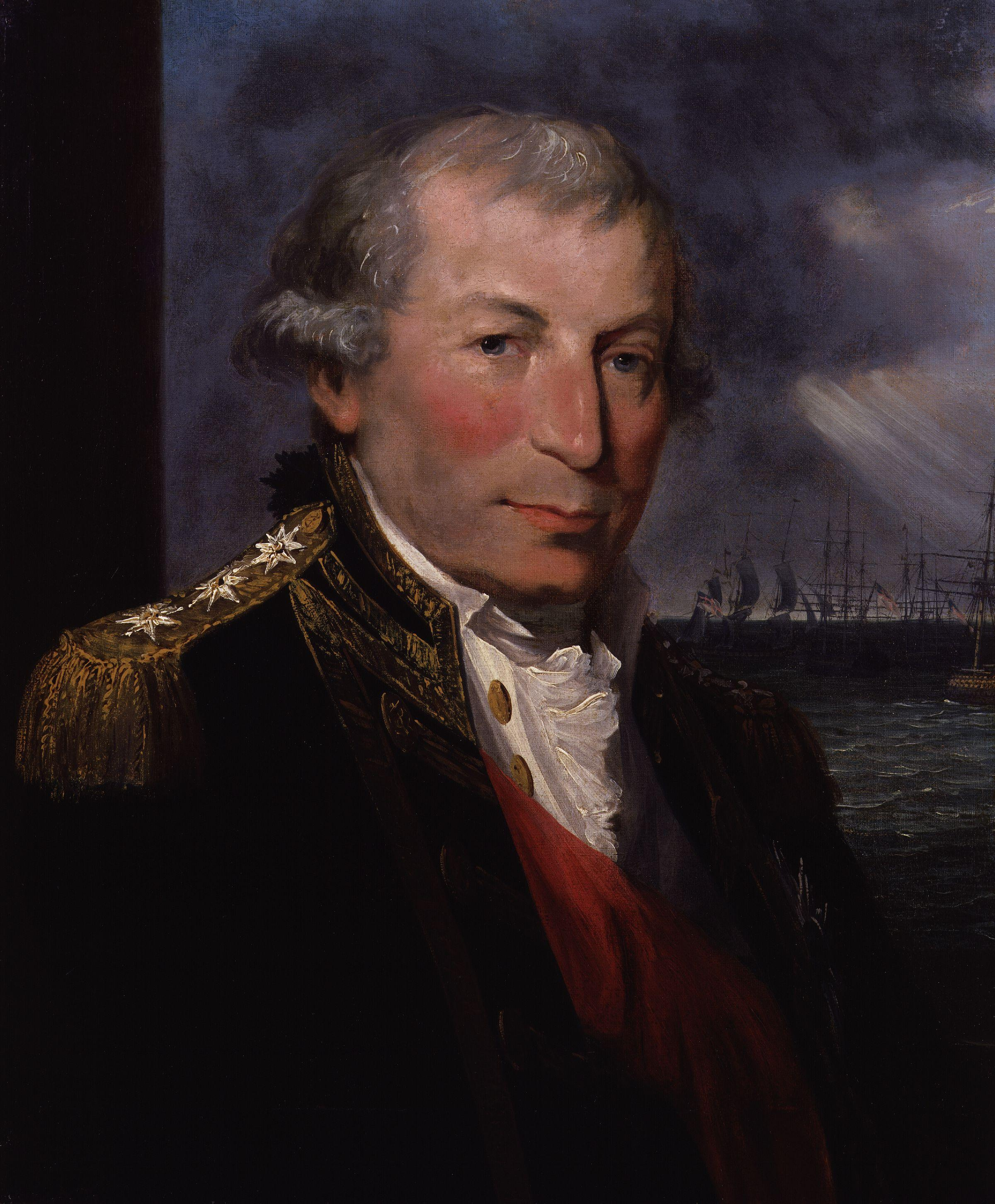
Sir John Jervis, um 1795

Wappen des Earl of St. Vincent

Earl of St. Vincent war ein britischer erblicher Adelstitel in der Peerage of Great Britain.
Der Titel wurde am 27. Mai 1797 für Sir John Jervis, den berühmten britischen Admiral und Sieger der Seeschlacht am Kap St. Vincent (1797), geschaffen wurde. Die Namensgebung des Titels nimmt auf diesen Sieg Bezug. Zusammen mit dem Earldom wurde ihm der nachgeordnete Titel Baron Jervis, of Meaford in the County of Stafford, verliehen.
Am 21. April 1801 wurde ihm zusätzlich in der Peerage of the United Kingdom der Titel Viscount St. Vincent, of Meaford in the County of Stafford, verliehen. Da die 1788 geschlossene Ehe des Admirals mit Martha Parker kinderlos war, erfolgte diese Verleihung mit dem besonderen Zusatz, dass die Viscountcy in Ermangelung eigener männlicher Nachkommen auch an die männlichen Nachkommen seiner Schwester Mary Ricketts vererbbar sei.
Entsprechend erloschen das Earldom und die Baronie beim Tod des Earls 1823, während die Viscountcy an seinen Neffen Edward Ricketts als 2. Viscount überging, der daraufhin seinen Familiennamen in Jervis ändern ließ.

## Liste der Earls of St. Vincent (1797)
- John Jervis, 1. Earl of St. Vincent (1735–1823)